# Le Vice et la Vertu
Pour plus de détails, voir Fiche technique et Distribution.
Le Vice et la Vertu est un film franco-italien réalisé par Roger Vadim, sorti en 1963.
Le film est librement inspiré des œuvres du marquis de Sade dont les personnages des deux sœurs moralement opposées, Justine et Juliette, sont ici transposés durant la Seconde Guerre mondiale. Le film, considéré comme une insulte à la résistance, fut très mal reçu à sa sortie. Au départ c'est MGM qui distribua le film, puis Gaumont lors de la ressortie en 1967.

## Synopsis
1944 : Justine (Catherine Deneuve) est arrêtée tandis que sa sœur Juliette (Annie Girardot) devient la maîtresse du colonel S.S Erik Schorndorf. Justine est déportée à la « Commanderie », en compagnie d'autres jolies filles, pour être les instruments de plaisir des chefs S.S. 
Alors que le Troisième Reich est en train de s'effondrer, Schorndorf, avec Juliette, se réfugie à la « Commanderie », où la vie continue suivant les règles imposées par Schorndorf. Retrouvant sa sœur, Juliette essaie de la faire évader. Mais Justine veut subir le sort de ses compagnes. Quand arrive la nouvelle de la mort d’Hitler, les dignitaires nazis cherchent à fuir.

## Fiche technique
- Titre original : Le Vice et la Vertu
- Réalisation : Roger Vadim
- Scénario : Roger Vadim, Roger Vailland, d'après des personnages créés par D.-A.-F. de Sade
- Adaptation : Roger Vadim, Claude Choublier
- Décors : Jean André
- Costumes : Marc Doelnitz
- Photographie : Marcel Grignon
- Son : Robert Biart
- Montage : Victoria Mercanton
- Musique : Michel Magne
- Production : Alain Poiré
- Sociétés de production : Gaumont et Trianon Productions
- Société de distribution : Gaumont
- Pays d’origine :  France |  Italie
- Langue originale : français
- Format : noir et blanc — 35 mm — 2,35:1 (CinemaScope) — son mono
- Genre : comédie dramatique
- Durée : 105 minutes
- Dates de sortie : 1er mars 1963

## Distribution
- Annie Girardot : Juliette Morand, la sœur de Justine et maîtresse de Schorndorf
- Robert Hossein : Le colonel S.S Erik Schorndorf
- Catherine Deneuve : Justine Morand, la jeune fille emprisonnée
- Otto E. Hasse : Général Von Bamberg
- Philippe Lemaire : Hans Streicher
- Luciana Paluzzi : Héléna, numéro 88
- Valeria Ciangottini : Manuela, numéro 113
- Paul Gégauff : Le docteur S.S
- Serge Marquand : Ivan
- Georges Poujouly : Le lieutenant Hoech
- Michel de Ré : Le professeur Naroyortz, l'astrologue
- Howard Vernon : Le général S.S
- Henri Virlojeux : L'intellectuel
- Marianne Hardy : La madame S.S
- Astrid Heeren : Danielle, numéro 73
- Juliette Hervieu
- Jean-Pierre Honoré : Jean, le mari de Justine
- Michel Jourdan
- Henri Lambert : Fritz, le boxeur
- Lena Von Martens : Hanka
- José Quaglio
- Jacques Seiler : Le baron Teltmann, ambassadeur de Suède
- Jean-Daniel Simon : Ludwig
- Jean Le Vitte
- Henri Attal : Un civil de la Gestapo
- Dominique Zardi : Un civil de la Gestapo
- Dorothée Blank : Une prisonnière
- Anne Libert : numéro 84
- Monique Messine : Anne, numéro 111
- Pierre Gualdi : Un général allemand
- Lucien Guervil : Un S.S
- Rudy Lenoir : Un S.S
- Jean-Michel Rouzière : Un S.S
- Robert Dalban : Un soldat allemand
- Laure Paillette : La concierge
- Barbara Lass : Une serveuse
- Edmée Fontanez : Une prisonnière
- Lena Wassbo : Une prisonnière
- Ursula Kubler : Une S.S

## Accueil critique
Il est parfois cité comme un exemple français de nazisploitation.